# Dois Irmãos do Tocantins
Dois Irmãos do Tocantins là một đô thị thuộc bang Tocantins, Brasil. Đô thị này có diện tích 3757,015 km², dân số năm 2007 là 7060 người, mật độ 1,88 người/km².